# ダイキンオーキッドレディスゴルフトーナメント
ダイキンオーキッドレディスゴルフトーナメントは、ダイキン工業と琉球放送（RBC）の主催で、毎年3月第1～2週に沖縄県南城市の琉球ゴルフ倶楽部で行われる、女子プロゴルフ（JLPGAツアー）開幕戦である。1988年に第1回大会が開かれた。

## 概要
1988年に創設された大会で、2021年現在の賞金総額1億2000万円、優勝賞金2160万円。例年ならばトーナメントの前日には「プロ・アマ大会」が開催され、日本全国の財界人・企業のトップ達と沖縄の有力者が集まり、プロ一人を交えたチームでゴルフする。「本土と沖縄を結ぶ架け橋」と呼ばれる。
2016年大会から4日間競技に変更された。2020年は新型コロナウイルスの感染拡大を懸念するため、完全無観客試合とし、また前夜祭プロアマも中止するとの声明を発表したが、その後、大会は中止が決定した。

## 大会歴代優勝者
| 開催年 | 開催回 | 優勝者                                   | スコア                                   | 備考                                                          |
| ------ | ------ | ---------------------------------------- | ---------------------------------------- | ------------------------------------------------------------- |
| 1988年 | 第1回  | 黄璧洵                                   | EVEN                                     |                                                               |
| 1989年 | 第2回  | パティ・リゾ                             | -5                                       |                                                               |
| 1990年 | 第3回  | 高須愛子                                 | -3                                       |                                                               |
| 1991年 | 第4回  | エミー・ベンツ                           | -9                                       |                                                               |
| 1992年 | 第5回  | パティ・シーハン                         | -8                                       |                                                               |
| 1993年 | 第6回  | 城戸富貴                                 | -8                                       |                                                               |
| 1994年 | 第7回  | 福嶋晃子                                 | -3                                       |                                                               |
| 1995年 | 第8回  | マーニー・マクグァイヤ                   | -6                                       |                                                               |
| 1996年 | 第9回  | リー・ウェンリン                         | -4                                       |                                                               |
| 1997年 | 第10回 | 高又順                                   | -10                                      | 具玉姫とのプレーオフを制す                                    |
| 1998年 | 第11回 | 金愛淑                                   | -5                                       | 村井真由美、大金寿子とのプレーオフを制す                      |
| 1999年 | 第12回 | 井上陽子                                 | -10                                      |                                                               |
| 2000年 | 第13回 | 藤野オリエ                               | -7                                       |                                                               |
| 2001年 | 第14回 | 不動裕理                                 | -3                                       |                                                               |
| 2002年 | 第15回 | 藤井かすみ                               | -8                                       |                                                               |
| 2003年 | 第16回 | 不動裕理                                 | -8                                       | 中野晶とのプレーオフを制す                                    |
| 2004年 | 第17回 | 宮里藍                                   | -10                                      |                                                               |
| 2005年 | 第18回 | 藤野オリエ                               | +1                                       |                                                               |
| 2006年 | 第19回 | 西塚美希世                               | -8                                       |                                                               |
| 2007年 | 第20回 | 米山みどり                               | -6                                       | 辻村明須香とのプレーオフを制す                                |
| 2008年 | 第21回 | 宋ボベ                                   | -14                                      |                                                               |
| 2009年 | 第22回 | 三塚優子                                 | -8                                       |                                                               |
| 2010年 | 第23回 | アン・ソンジュ                           | -10                                      |                                                               |
| 2011年 | 第24回 | 朴仁妃                                   | -11                                      |                                                               |
| 2012年 | 第25回 | 斉藤愛璃                                 | -10                                      | 三塚優子、李知姫とのプレーオフを制す                          |
| 2013年 | 第26回 | 森田理香子                               | -13                                      | 横峯さくらとのプレーオフを制す                                |
| 2014年 | 第27回 | オナリン・サタヤバンポット               | -8                                       |                                                               |
| 2015年 | 第28回 | テレサ・ルー                             | -14                                      |                                                               |
| 2016年 | 第29回 | テレサ・ルー                             | -8                                       | 大会連覇4日間大会化                                           |
| 2017年 | 第30回 | アン・ソンジュ                           | -6                                       |                                                               |
| 2018年 | 第31回 | イ・ミニョン                             | -11                                      | 大会3日目が雨天のため中止。3日間競技に短縮。                  |
| 2019年 | 第32回 | 比嘉真美子                               | -5                                       | 出身地の沖縄で悲願の地元優勝。日本人選手6年ぶりの開幕戦優勝。 |
| 2020年 | 第33回 | 新型コロナウイルス感染拡大の影響で中止。 | 新型コロナウイルス感染拡大の影響で中止。 | 新型コロナウイルス感染拡大の影響で中止。                      |
| 2021年 | 第34回 | 小祝さくら                               | ｰ14                                      | 各日最大1000人観客を入れて開催                                |
| 2022年 | 第35回 | 西郷真央                                 | -10                                      | 各日最大3000人観客を入れて開催                                |
| 2023年 | 第36回 | 申智愛                                   | -10                                      | 4年ぶりに観客無制限で開催                                     |
| 2024年 | 第37回 | 岩井千怜                                 | -18                                      | コースレコード更新＆初の2月開幕（第1日が2月29日）             |
| 2025年 | 第38回 | 岩井千怜                                 | -10                                      | 第28、29回大会のテレサ・ルー以来の連覇を達成                  |

## テレビ中継
テレビ中継は、琉球放送のキー局であるTBSテレビ制作で放送される。
例年、2日目は沖縄県ローカルで、3日目はTBSテレビ・毎日放送・琉球放送の3局ネットで、最終日はTBS系列全国ネットでいずれも録画放送される。
また、BS-TBSで2日目以降を放送する他、TBSチャンネル2でも放送。
なお、プロアマ戦の模様も、RBCで後日放送される。